# Nagy István (politikus, 1882–1951)
Marosi Nagy István, Nagy István Lajos Iván (Pusztamagyaród, Zala vármegye, 1882. június 24. – Pusztamagyaród, 1951. március 28.) magyar földbirtokos, országgyűlési képviselő.

## Családja és származása
1882-ben született a Zala vármegyei Pusztamagyaródon, marosi Nagy József (1838–1921), földbirtokos, és kehidai Deák Borbála (1850–1916) római katolikus szülők gyermekeként. Az apai nagyszülei idősebb marosi Nagy József (1791–1865), táblabíró, földbirtokos, és marosi Nagy Zsuzsanna (1809–1880) voltak. Az apai nagyapai dédszülei marosi Nagy András (1742–1798), földbirtokos és a lovászi és szentmargitai Sümeghy családból való nemes Sümeghy Judit (1746–1801) voltak. Az anyai nagyszülei kehidai Deák Lajos (1817–1879) Zala vármegyei esküdt, földbirtokos, testőr, százados, és farkaspatyi Farkas Judit (1822–1894) voltak. Deák Lajosnak az elsőfokú unokatestvére Deák Ferenc a "Haza bölcse" volt.

## Élete
Középiskolai évei után a pécsi jogakadémián jogot hallgatott, majd egyéves önkéntesi szolgálatát teljesítette. Leszerelése után a magyaróvári gazdasági akadémia hallgatója lett, ahol tanulmányai végén gazdászi oklevelet szerzett. Utóbbi birtokában, 1907-ben átvette családja pusztamagyaródi birtokának vezetését és attól fogva ott gazdálkodott.
Már korán bekapcsolódott vármegyéje közéletébe: tagja volt a törvényhatósági bizottságnak és a kisgyűlésnek is. Gömbös Gyula régi híveként már 1925-ben belépett a Magyar Nemzeti Függetlenségi Pártba, és ennek révén bekerült az országos politikai életbe is, ahol főként gazdasági és szövetkezeti kérdésekkel foglalkozott. Szülőfalujában és Bánokszentgyörgyön is alapítója volt a helyi tejszövetkezetnek – melyek vezetéséből később is kivette a részét –, tagja lett a vármegyei gazdasági egyesületnek és másodelnöke a letenyei járási bizottságnak. 1935-ben országgyűlési képviselővé is megválasztották a letenyei választókerületben, a Nemzeti Egység Pártja színeiben.
A kommunista hatalomátvétel után földjeit elvették, házából kilakoltatták, koldusszegényen halt meg 1951. március 28-án, szülőfalujában tüdőgyulladásban.

## Házassága
1917. augusztus 2-án Hahóton, feleségül vette a zalamegyei nemesi származású baranyavári Baranyay Margit (Hahót, 1890. szeptember 15. – Pusztamagyaród, 1947. november 12.) kisasszonyt, akinek a szülei baranyavári Baranyay Béla (1860–1897), hahóti földbirtokos valamint névedi és széplaki Botka Ilka (1865–1954) voltak. Az apai nagyszülei baranyayvári Baranyay Elek (1830–1871), földbirtokos és tubolyszeghi Tuboly Terézia (1836–1887) voltak. Az apai nagyanyai dédszülei tubolyszeghi Tuboly Mihály (1798–1872), Zala vármegye főjegyzője, táblabíró, földbirtokos, és miskei Miskey Etelka (1813–1888) voltak. Az anyai nagyszülei névedi és széplaki Botka László (1825–1905), földbirtokos, és nagyunyomi Sényi Aglája (1838–1922) voltak. Az anyai nagyanyai dédszülei nagyunyomi Sényi Gábor (1796–1867), királyi tanácsos, herceg Batthyány Fülöp javai főkormányzója, földbirtokos, és pallini Inkey Amália (1811–1884) voltak.